# Bissendorf (Adelsgeschlecht)

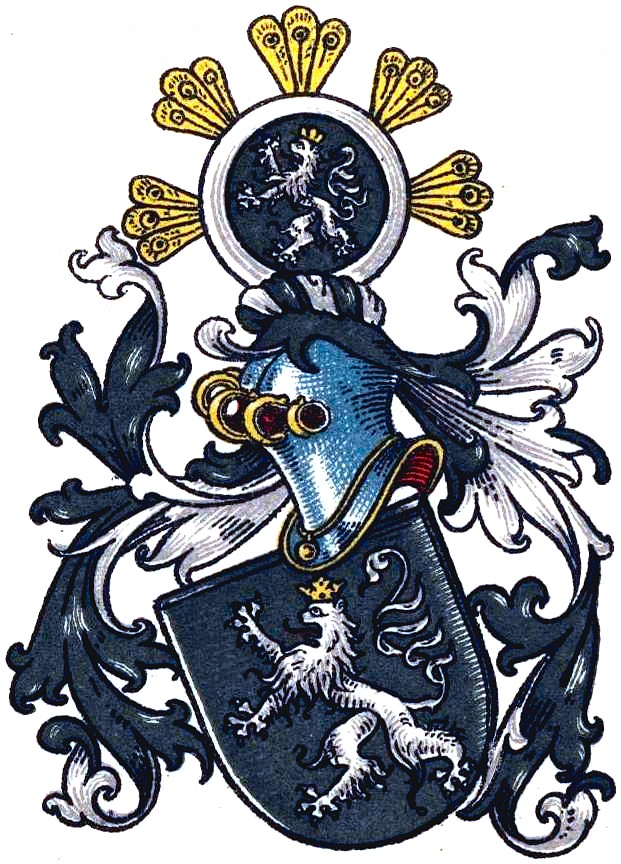
Wappen derer von Bissendorf

Die Herren von Bissendorf (auch: Bissenthorpe, Byssendorpe, Bissentorpe o. ä.) waren ein niedersächsisch-westfälisches Adelsgeschlecht.

## Geschichte
Der namensgebende Stammsitz des mit Giselbert von Bissendorf seit 1182 in den Quellen erscheinenden Geschlechts war Haus Bissendorf in Bissendorf im Zentrum des Landkreises Osnabrück. Das Haus wird seit der Mitte des 13. Jahrhunderts als Lehen des Bistums Osnabrück genannt. Die Familie war über viele Jahrhunderte auf Engste mit kirchlichen Institutionen verbunden, insbesondere in Osnabrück, aber auch in Münster. Die Bissendorfer St. Dionysius-Kirche war eine vermutlich spätestens im 10. Jahrhundert gegründete Eigenkirche der Herren von Bissendorf. Aus der Familie erscheinen u. a.:
- Dietrich von Bissendorf (Bissenthorpe) war 1247 bis 1294 Münsteraner Domherr
- Ludger von Bissendorf war 1259 bis 1280 Dompropst des Domkapitels Osnabrück
- Johann von Bissendorf war 1312 Domvikar zu Osnabrück.[1]

Mit dem Tod von Johann von Bissendorf um 1570 erlosch das Geschlecht im Mannesstamm.

## Wappen
Blasonierung: In Schwarz ein silberner goldgekrönter Löwe. Auf dem schwarz-silber bewulsteten Helm wiederholt sich der Löwe in einem silbernen Ring, der nach außen fünfmal mit je drei goldenen Pfauenfedern besteckt ist. Die Helmdecken sind schwarz-silber.